# Churda, Hosanagara
Churda là một làng thuộc tehsil Hosanagara, huyện Shimoga, bang Karnataka, Ấn Độ.